# Макшеево (Коломенский район)
Макшеево — село в Коломенском районе Московской области, входит в Заруденское сельское поселение. 

## География
Расположена на реке Щелинка. 

## Население
| 2002 | 2006 | 2010 |
| ---- | ---- | ---- |
| 65   | ↘49  | ↗50  |

## Люди, связанные с селом
В селе родились:
- Пётр Троицкий  (1889—1938) — псаломщик Русской православной церкви, мученик.
- Александр Каковкин (1938—2015) — доктор искусствоведения, ведущий научный сотрудник отдела Востока Эрмитажа[4].